# Belemulus annulatus
Genre
Espèce
Belemulus annulatus, unique représentant du genre Belemulus, est une espèce d'opilions laniatores de la famille des Manaosbiidae.

## Distribution
Cette espèce est endémique du Pará au Brésil. Elle se rencontre vers Belém.

## Description
Le mâle holotype mesure 3,5 mm.

## Publication originale
- Roewer, 1932 : « Weitere Weberknechte VII (7. Ergänzung der: "Weberknechte der Erde", 1923) (Cranainae). » Archiv für Naturgeschichte, (N.F.), vol. 1, p. 275–350.